# Hans Hefer
Hans Hefer (* 27. Februar 1907; † 22. November 1941 an der Ostfront) war ein deutscher Mathematiker. Er beschäftigte sich mit der Funktionentheorie mehrerer komplexer Variablen. Der Satz von Hefer und das Lemma von Hefer sind nach ihm benannt.

## Leben
Über sein Leben ist nicht viel bekannt. 1941 wurde er an der Westfälischen Wilhelms-Universität in Münster bei Heinrich Behnke promoviert. Ende des Jahres fiel er an der Ostfront im Zweiten Weltkrieg.
1950/51 veröffentlichten Karl Stein und Heinrich Behnke in der Zeitschrift Mathematische Annalen eine Arbeit, die aus Hans Hefers Dissertation zusammengestellt wurde. Eine Fußnote auf der ersten Seite dieses Artikels besagt, dass der Autor 1941 an der Ostfront starb, und dass diese Arbeit ein Auszug aus seiner 1940 in Münster vorgelegten Dissertation ist. Es wird auch darauf hingewiesen, dass seit 1941 Arbeiten von Oka Kiyoshi und Henri Cartan erschienen sind, die die Ergebnisse von Hefer enthalten, aber andere Beweise verwenden.